# Хайме III (король Мальорки)
Хайме III Смелый (исп. Jaime III «el Temerario»; 5 апреля 1315 — 25 октября 1349) — король Мальорки, граф Руссильона, граф Сердани в 1324—1344 годах. Племянник короля Санчо I.

## Биография
После смерти матери Хайме получил титул князя Ахеи и Мореи, а позже унаследовал Мальорку за бездетным дядей Санчо.
Когда Хайме стал королём Майорки ему было всего девять лет. Регентский совет добился, чтобы король Арагона Хайме II отказался от претензий на престол. Однако долги, в которые вогнал королевство Санчо I, а также эпидемии 1331 и 1333 годов привели к тому, что к своему совершеннолетию Хайме получил полностью разрушенное и опустошённое государство.
Одно время Хайме пришлось импортировать хлеб, что ещё больше ухудшило финансовое положение. Хайме в меру сил пытался выправить политическую и экономическую ситуацию, подписав в 1337 году кодекс законов. Однако обязательства по отношению к Арагону вынудили его вступить в войну с Генуей, что привело к потере части рынков сбыта, ещё большему ухудшению финансовой ситуации и необходимости прибегать к новым гонениям на евреев.
В 1343—1345 годах Педро IV Арагонский практически без сопротивления захватил погруженное в хаос королевство. Хайме была предложена солидная пенсия в качестве компенсации, но он не смирился с потерей престола.
Вскоре Хайме продал Франции сеньорию Монпелье и на вырученные деньги собрал армию, затем в 1349 году высадился на Мальорку, но в битве при Льюкмайоре был убит.
Его дети, Хайме и Изабелла, называли себя королями Мальорки, но никакой власти не имели. Формальный титул королей Мальорки также носили арагонские монархи.

## Семья
24 сентября 1334 года женился на Констанции Арагонской (1318—1346), дочери короля Арагона Альфонсо IV Кроткого и его первой жены Тересы де Урхель. От брака родились:
- Хайме IV (1336—1375) — титулярный король Майорки и князь Ахеи.
- Изабелла Майоркская (1337—1406) — титулярная королева Мальорки, владетельная графиня Руссильона и Сердани, правительница Монпелье, в первом браке маркиза Монферрато, во втором браке баронесса фон Райшах цу Юнгнау.

10 ноября 1347 года он женился второй раз на Виоланте де Вильяррагут (1320 или 1325- до 1372), дочери Беренгера де Вильяррагут, сеньора Санмарти и Субиратс, и его второй жены Сауры Мальоркской, незаконнорождённой дочери Хайме II. От этого брака родилась:
- Эскларамунда (1348—1349)

От других женщин Хайме также имел детей:
- Хуан Мальоркский (1335 — после 1374).
- Констанца Мальорская (1337 — ?) — жена Хуана Альфонсо де Лория (1330 — после 1369), незаконнорождённого сына Альфонсо де Лория, владетеля Косентайны из рода баронов де Херика[5].